# Nachal Tira
Nachal Tira (hebrejsky: נחל טירה) je krátké vádí v severním Izraeli, v pohoří Karmel.
Začíná v nadmořské výšce okolo 250 metrů nad mořem, na jižním okraji města Haifa, v západní části haifské čtvrti Hod ha-Karmel. Odtud vádí směřuje k severozápadu částečně zalesněným údolím, které prudce klesá směrem k pobřežní nížině, na jejímž okraji vstupuje do zastavěného území města Tirat Karmel a zleva ústí do vádí Nachal Ovadja, které jeho vody odvádí do Středozemního moře.